# Gonzalo Pérez
Gonzalo Germán Pérez Corbalán (ur. 4 stycznia 2001 w Montevideo) – urugwajski piłkarz występujący na pozycji środkowego obrońcy, od 2023 roku zawodnik argentyńskiego Lanús.